# Torvilliers
Torvilliers é uma comuna francesa na região administrativa de Grande Leste, no departamento de Aube. Estende-se por uma área de 12,11 km². Em 2010 a comuna tinha 993 habitantes (densidade: 82 hab./km²).